# Oblast Gabrovo
Oblast Gabrovo ali Gabrovska oblast (bolgarsko Област Габрово, Габровска област) je ena izmed 28 oblasti (upravnih enot) Bolgarije.
Leta 2011 je imela oblast 122.702 prebivalcev na 2.023 km² površine. Glavno mesto oblasti je Gabrovo.

## Upravna delitev
Oblast Gabrovo je razdeljena na 4 občine.
| Občina   | Cirilica        | Prebivalstvo 2011 | Upravno središče | Prebivalstvo 2011 |
| -------- | --------------- | ----------------- | ---------------- | ----------------- |
| Drjanovo | Община Дряново  | 9.685             | Drjanovo         | 7.377             |
| Gabrovo  | Община Габрово  | 65.268            | Gabrovo          | 58.950            |
| Sevlievo | Община Севлиево | 35.995            | Sevlievo         | 22.676            |
| Trjavna  | Община Трявна   | 11.754            | Trjavna          | 9.831             |

## Mesta
Drjanovo, Gabrovo, Plačkovci, Sevlievo, Trjavna

## Demografska slika
Razvoj prebivalstva
| 1946    | 1965    | 1985    | 1992    | 2001    | 2011    |
| ------- | ------- | ------- | ------- | ------- | ------- |
| 151.209 | 168.629 | 174.681 | 161.987 | 144.125 | 122.702 |